# Turun Palloseura (florbal)

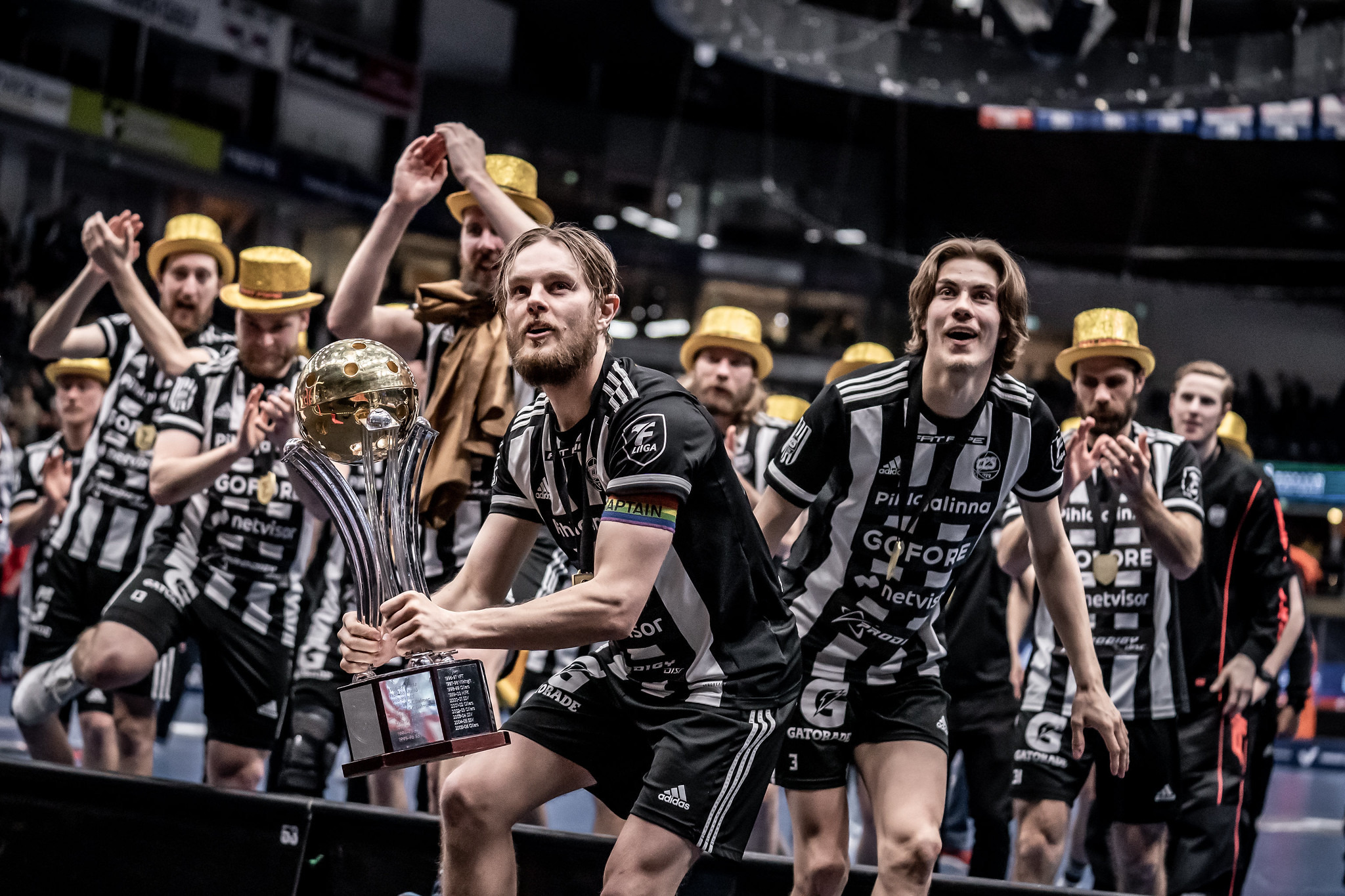
Mužský tým slaví titul v sezóně 2022/2023

Turun Palloseura, známější pod zkratkou TPS, je florbalový oddíl stejnojmenného finského sportovního klubu. Klub sídlí ve městě Turku, podle kterého se jmenuje. Součástí klubu jsou mimo jiné fotbalový a hokejový tým. Florbalový oddíl byl založen v roce 1995.
Mužský tým hraje nejvyšší finskou soutěž, F-liigu. Tým vznikl v roce 1995 převzetím práv a hráčů oddílu I.K.A. SBS, který právě vypadl z nejvyšší soutěže. Tým TPS postoupil zpět v roce 2007. V sezóně 2018/2019 se poprvé probojoval do finále a v sezóně 2022/2023 vyhrál svůj první mistrovský titul.
Ženský tým hraje také nejvyšší soutěž, F-liigu. Tým byl založen v roce 1996 a začínal v nejnižší soutěži. Postupně se probojovaly až do nejvyšší soutěže, kterou hrají od sezóny 2007/2008, s výjimkou sestupu na jeden ročník 2011/2012. V sezónách 2021/2022 až 2023/2024 získaly tři mistrovské tituly v řadě. Sezónou 2022/2023 prošly k vítězství bez jediné prohry.

## Čeští hráči
- Michal Podhráský (2014–2015)[11]